# 山交タウンコーチ

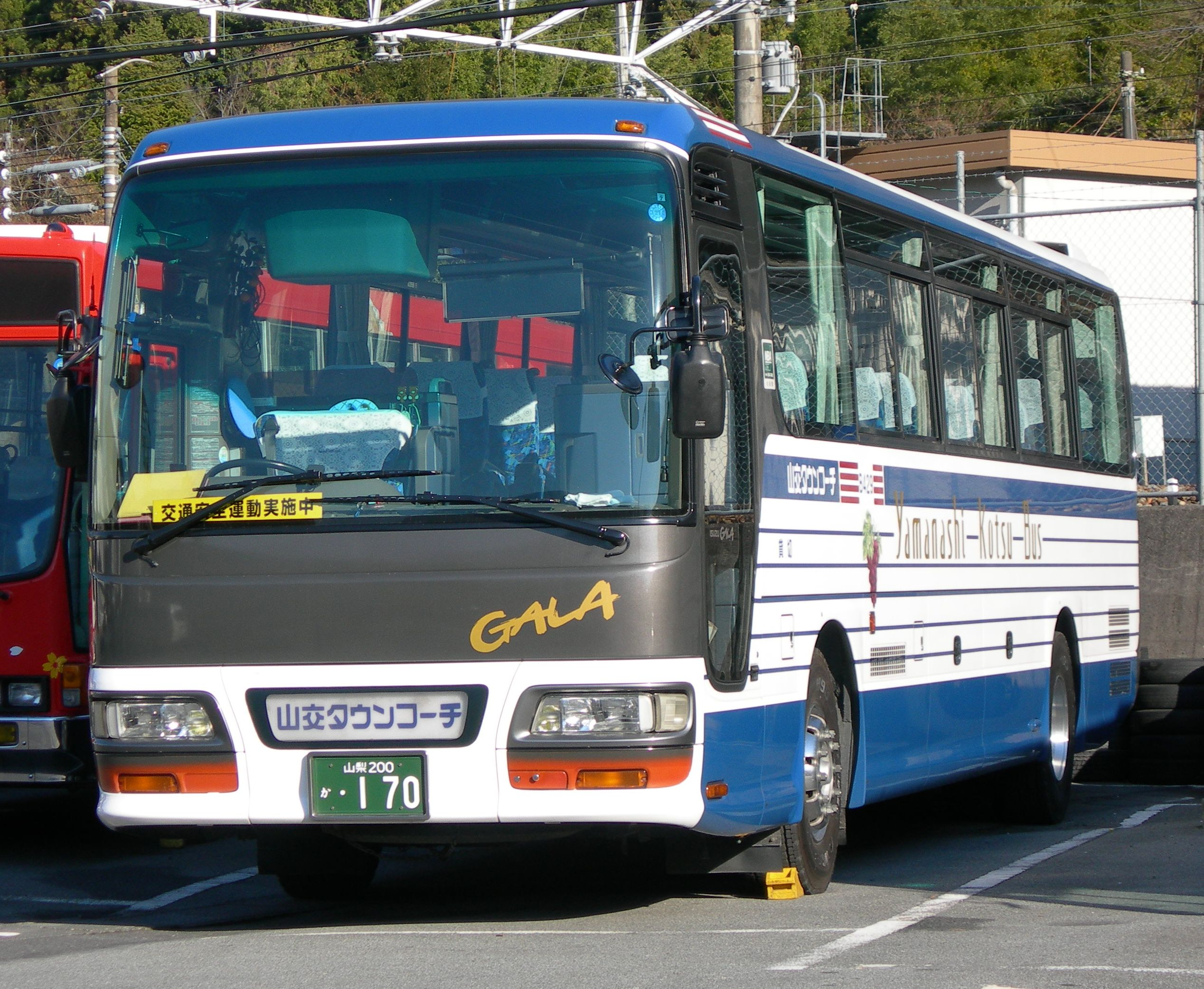
山交タウンコーチの貸切バス

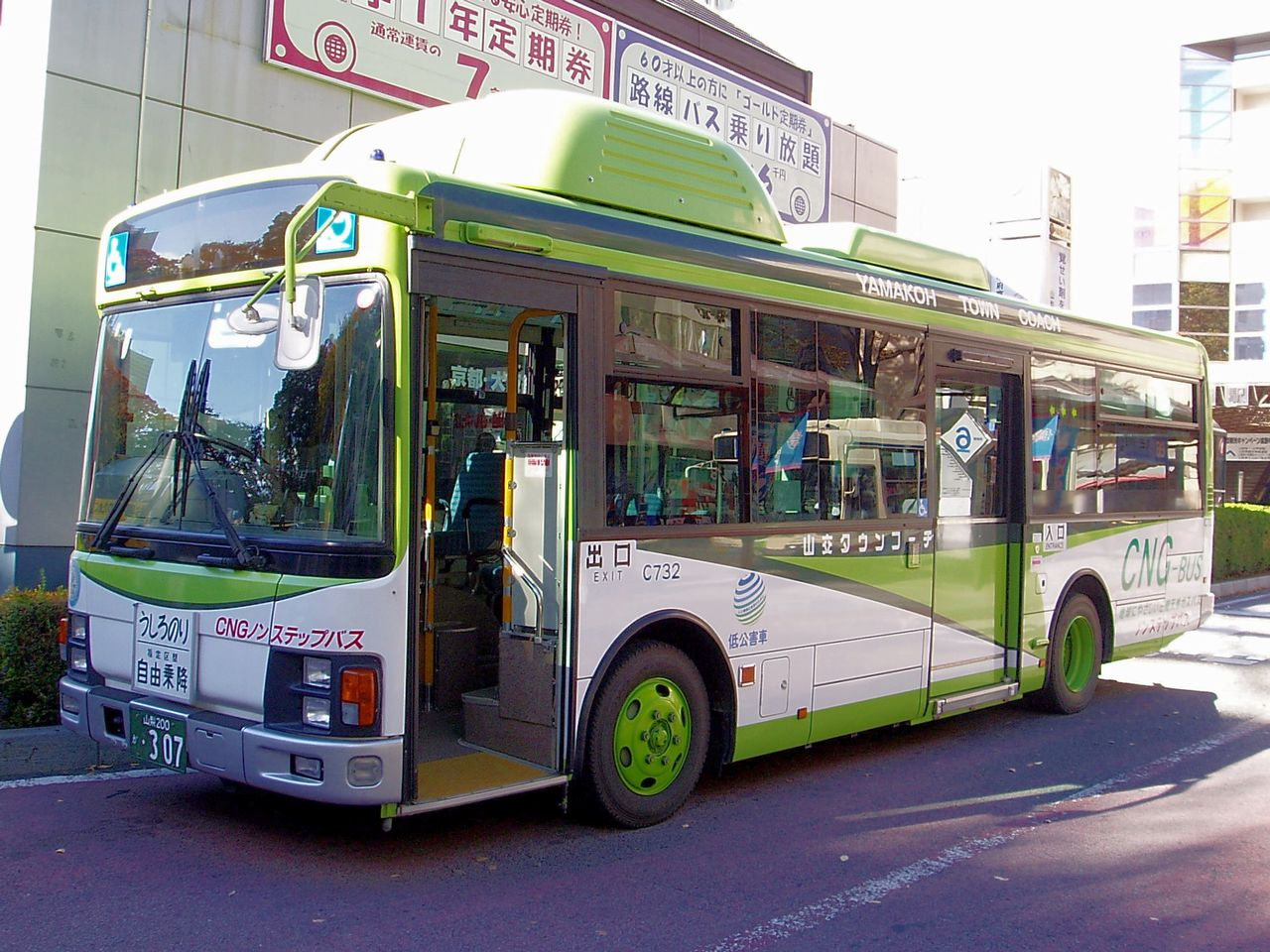
山交タウンコーチの路線バス

山交タウンコーチ株式会社（やまこうタウンコーチ、Yamakou Town Coach ）は、かつて山梨県甲府市に本社を置きタクシー事業や貸切バス事業、韮崎・身延・静岡地区などの路線バス事業を営んでいた山梨交通グループの企業である。2018年10月1日に山梨交通株式会社に吸収合併された。

## 沿革
1970年に設立され、タクシー事業を山梨交通から営業譲渡された「山交タクシー株式会社」が前身である。
バス事業については、1995年11月に身延地区で運行されていた貸切免許による廃止代替バスが山梨交通から移管されたのが最初である。その後1999年には身延営業所の一般路線についても移管された。同年には韮崎・鰍沢・静岡の各営業所についても、運行管理が委託されることとなった。これにより、山交タクシーは乗合バス事業者となった。2002年には、韮崎・静岡の2営業所について全ての業務が移管された。同時に社名を「山交タウンコーチ株式会社」に変更した。
2003年8月4日、静岡営業所にて導入が遅れていたバスICカードが全車両で利用可能になった。
2012年10月1日に山梨交通観光バスを吸収合併した。また、2017年10月1日に山梨貸切自動車を吸収合併し、併せてタクシー事業の統一ブランド名を「YKタクシー」とした。運転手不足対策のため、2018年10月1日をもって山梨交通に吸収合併された。

## 会社解散時点での営業所
以下の営業所があった。
| 営業所名     | 所在地                 | 備考                                                             |
| ------------ | ---------------------- | ---------------------------------------------------------------- |
| 甲府営業所   | 山梨県甲斐市           | 旧・山梨交通観光バス甲府営業所。山梨交通敷島営業所と施設を共有。 |
| 韮崎営業所   | 山梨県韮崎市           |                                                                  |
| 鰍沢営業所   | 山梨県南巨摩郡富士川町 | 山梨交通と施設を共有。同社から運行管理を受託。                   |
| 身延営業所   | 山梨県南巨摩郡身延町   |                                                                  |
| 静岡営業所   | 静岡県富士宮市         |                                                                  |
| 竜王営業所   | 山梨県甲斐市           | 旧・山梨貸切自動車本社営業所。                                   |
| 伊勢町営業所 | 山梨県甲府市           | 旧・山梨貸切自動車伊勢町営業所。山梨交通から運行管理を受託。     |
| 塩山営業所   | 山梨県甲州市           | 山梨交通から運行管理を受託。                                     |
| 旭日丘営業所 | 山梨県南都留郡山中湖村 | 旧・山梨貸切自動車旭日丘営業所。                                 |

- 甲府、韮崎、鰍沢、身延の各営業所所属車は全車山梨ナンバー。静岡営業所は基本的に沼津ナンバーだが、ご当地ナンバーである富士山ナンバーの車両も在籍した。

## 会社解散時点でのバス路線
甲斐市民バス以外の路線については、上記の営業所一覧より各営業所の記事を参照。
なお、2015年12月7日に山梨交通が導入したPASMOは、当初山交タウンコーチでは導入していなかったため旧来のバスICカードが引き続き運用されていた。その後、2016年8月20日に当社管轄路線へのPASMO導入に関する公式発表が行われ、同年12月5日から山梨県内で、12月12日から静岡県内でPASMOの運用を開始した。

### 受託路線
甲斐市のコミュニティバスである甲斐市民バスのうち、ジャンボタクシーを使用する路線の運行を受託していた。以下は2015年3月末時点での運行内容である。
運賃は均一運賃制で1乗車200円（こども同額）。敷島北部線の清川 - 敷島仲町路線を除き、運行日が祝日であっても運行。年末年始は全路線が運休。
双葉北部線
- ラザウォーク甲斐双葉 - 甲斐市役所双葉庁舎 - 駒沢 - 双葉東小学校 - 塩崎駅 - 甲斐市役所双葉庁舎 - ラザウォーク甲斐双葉
月曜・土曜運行

敷島 - 双葉線
- 双葉地区経由：竜王駅 - さつき野団地 - 双葉SA- 双葉東小学校 - 塩崎駅入口 - ラザウォーク甲斐双葉
- 敷島地区経由：竜王駅 - 長塚 - 敷島仲町 - 甲斐市役所敷島庁舎 - 山梨交通敷島営業所 - 敷島団地 - 山梨交通敷島営業所 - 双葉東小学校 - 塩崎駅入口 - ラザウォーク甲斐双葉
上記2系統とも火曜・土曜運行

竜王 - 双葉線
- 竜王駅 - 甲斐市役所竜王庁舎 - JA玉幡集荷場 - 榎 - 竜王駅 - ドラゴンパーク - 塩崎駅入口 - ラザウォーク甲斐双葉
水曜・日曜運行

敷島北部線
- 平見城・下福沢方面：竜王駅 - 山梨交通敷島営業所 - 甲斐市役所敷島庁舎 - 睦沢農協 - 下福沢 - 清川 - 平見城公民館
- 大明神・安寺方面：竜王駅 - 山梨交通敷島営業所 - 甲斐市役所敷島庁舎 - 睦沢農協 - 安寺 - 大明神
上記2系統とも月曜・火曜・木曜・金曜運行

清川 - 敷島仲町路線
- 清川 - 下福沢 - 睦沢農協 - 敷島仲町
月曜 - 金曜運行